# 門司餓死事件
門司餓死事件（もじがしじけん）とは、福岡県北九州市門司区で2006年5月23日に餓死者が出た事件。

## 概要
2006年5月23日、関門海峡を間近に望む門司区の市営後楽町団地で、独り暮らしの男性A（当時56歳）が、ミイラ化して発見された。検視の結果、死亡は約4か月前。直接の死因はうっ血性心不全とされたが、極度の栄養失調で、実質的な餓死だった。Aは足の不自由で、4級の身体障害者手帳を所持。前年に2回、生活保護を受けたいと区役所に言ったが、申請として扱われていなかった。Aは「お金がない。生活保護を受けたい」と言ったが、ケースワーカーは、市内に住むAの次男と連絡を取って福祉事務所に来るように求めた。区役所に戻った保健師は「栄養状態が悪く、不整脈もあり、いつ、どういう状態になってもおかしくないのでは」と報告した。のちに、北九州市区役所からこれ以上の支援を拒否されたAの遺体が発見された。Aは生活保護の受給申請に2度赴いていたが、北九州市は次男へ頼るよう求めていた。

## 事件の背景
NHKの報道によれば、北九州市は昭和前期に鉄鋼業などにより、人口が大変多く流入したが、その後エネルギー革命で隣接する筑豊地区にある筑豊炭田の炭鉱が閉鎖されたことにより、貧困層が増え、生活保護世帯も増加した。しかし、北九州市は（生活保護費の4分の1を負担するため）市財政が圧迫されることを防ぐ目的で、保護課では数値目標を決め、生活保護受理件数を抑えていた。この施策は谷伍平から行なわれたが、1987年より就任した末吉興一によってさらに徹底されたものとなり、「ヤミの北九州方式」と呼ばれるようになっていた。

## その後の顛末
この問題は、マスメディアの報道によって全国的に知られることとなったが、北九州市は2006年5月24日に記者会見で「法に基づく適切な処置だった」と主張。末吉市長も「相談の中で保護の制度や趣旨を十分説明をして理解納得したもので、再相談についても説明したとおり適切な対応であった」と市の対応は適切であり、「こうなったのは地域住民の支えあいが足りなかったからである」と周辺住民に責任がある旨を答えている。なお、この答弁から間もない6月に末吉は次期市長選不出馬を表明したが、退任後の2013年に北九州市長時代の生活保護抑制を評価されて財務省参与に就任している。
直後の2007年に行われた市長選挙では生活保護行政の改善を訴えた北橋健治が先述の末吉が推していた候補を破り当選した。2007年8月24日に弁護士や福祉関係者らによって、福岡地方検察庁小倉支部に告発が行われた。被告発人は小倉北区福祉事務所長。告発人は364人4団体（後に追加され合計680人）であった。また2007年10月には「北九州市の生活保護行政を検証する第三者委員会」が北九州市の生活保護行政の抜本的な改善を勧告し、北橋市長もこれを大筋で受け入れる意志を表明した。